# عقد 490 ق م
عقد 490 ق م هو عقد امتد بين 31 ديسمبر 499 ق م و1 يناير 490 ق م بحسب التقويم اليولياني البروليبتي (التقويم الميلادي). سبقه عقد 500 ق م ولحقه عقد 480 ق م.

## أحداث
في 490 ق م وقعت معركة مارثون،حرب وقعت أثناء الحروب الميدية في سنة 490 ق م ، في سهل مارثون في أثينا، وفيها تمكن جيش بلاتيا و أثينا بقيادة ملتيادس و كاليما في صد الملك داريوس الأول من بلاد فارس للاستيلاء على ما تبقى من اليونان وضمها إلى الإمبراطورية الفارسية، التي من شأنها تأمين أضعف جزء من الحدود الغربية لبلاده. ومعظم المعلومات حول هذه المعركة يأتي من تاريخ المؤرخ اليوناني هيرودوت. أما المصادر الفارسية، فلا توجد أي إشارة إلى هذه المعركة. وبحسب هيرودوت، فإن العدّاء الأثيني الشهير فيدبيداس أرسل من أثينا إلى إسبارطة لطلب النجدة قبل المعركة، فقطع 225 كلم عدوا ليصل في اليوم التالي لانطلاقه. وبعد المعركة تحرك الجيش الأثيني عائدا إلى أثينا قاطعا 40 كلم في زمن قياسي (بعد المعركة مباشرة وبكامل عدته) للتصدي للأسطول الفارسي في أثينا، ليصلو مع انسحاب الإسطول الفارسي وبالتالي إعلان النصر يُعتقد ان الحدثين اختلطا ليكوّنا أسطورة أن العدّاء قطع المسافة من ماراثون لأثينا لإبلاغ أنباء النصر، إلا أنه مات تعباً بعد وصوله ومنها سمي السباق المعروف في يومنا بالماراثون.
إنتهت المعركة بانهزام الفرس، حيث كانت نتائج الحرب على الجانب الإغريقي شديدة الأهمية فقد وصل الإسبرطيون إلى ميدان المعركة بعد انتهائها ولم يعد أمامهم سوى تهنئة المنتصرين بينما أحدث انتصار أثينا ضجة في بلاد الإغريق التي اكتشفت فجأة أن أثينا قوة هامة عسكريا حتى أنها استطاعت وحدها أن تهزم عدوا يخشاه الجميع. وبعد أن قدمت القرابين للآلهة وأقامت النصب التذكارية بدأت تعيد النظر في موقعها. وكان ثيموستكليس (قائد بحري أثيني) قد نجح في الحصول على منصب الأرخون. فقد أدرك ببعد نظره أن الخطر الفارسي ما زال قائما وأن بلاده معرضة لحملات انتقام فارسية ولذلك دعا المواطنين إلى تكوين أسطول بحري وإتخذ لذلك ذريعة الصراع مع إيجينا. إلا أن أبطال ماراثون عارضوا مشروعه على أساس أن المشاة هم من حققوا الانتصارات العظيمة وأن المغامرات البحرية القريبة فشلت مشيرين بذلك إلى حملة مالتيادس على باروس ولكن ثاموستكليس نجح في إقناع الجمعية الشعبية (الاكليزيا) بعدم توزيع الفضة المكتشفة من منجم لوريوم على المواطنين وتخصيصها لإقامة أسطول بحري. وبعد 5 سنوات كان لأثينا أسطول يضم 200 سفينة ثلاثية صفوف المجاديف وكان طول السفينة 42 مترا يدفعها 87 مجدافا منظمة في 3 صفوف أفقية وكانت سرعة السفينة من أربعة عقد بحرية إلى ثمانية عقد بحرية وكانت حمولة السفينة 200 جندي بسلاحهم.

## مواليد
من بين مواليد 490 ق م :
- بروتاغوراس
- زينون الإيلي

## وفيات
- كليومينس الأول[7]

## كتب
- Yves Denis Papin (1998). Chronologie de l'histoire ancienne. Lieu de publication non identifié: Éditions Jean-paul Gisserot. ISBN:2-87747-346-5. OCLC:40746926. مؤرشف من الأصل في 2022-03-16.
- موسوعة حضارة العالم (2002) لأحمد محمد عوف.

## روابط خارجية
- تصفح سنة بسنة عقد 490 ق م على موقع onthisday.com
- تصفح سنة بسنة عقد 490 ق م ابتداءً من سنة عقد 490 ق م على موقع المكتبة الوطنية الفرنسية
- التسلسل الزمني للتاريخ الحربي قبل الميلاد على موسوعة التاريخ الحربي.